# Ласкарев, Владимир Дмитриевич
Влади́мир Дми́триевич Ласкарев (26 июня [8 июля] 1868, Бирюч, Воронежская губерния — 10 апреля 1954, Белград) — русский геолог, профессор Новороссийского и Белградского университетов, член Сербской академии наук.

## Биография
Родился 26 июня (8 июля) 1868 года в Бирюче Воронежской губернии.
Окончил в 1887 году Черниговскую гимназию, в 1892 году — естественное отделение физико-математического факультета Новороссийского университета; был оставлен в нём для приготовления к профессорскому званию.
В 1898 году был направлен за границу, где в течение двух лет работал в музеях, университетах и библиотеках Загреба, Вены, Мюнхена, Рима и других европейских городов.
С 1901 года — приват-доцент. В 1903 году получил степень магистра за работу «Фауна Бугловских слоев Волыни», в 1904 — доктора геологии. В том же году стал исполняющим должность экстраординарного профессора по кафедре геологии.
В 1896 году стал членом Геологического комитета. Занимался геологическими исследованиями в юго-западной России и странах Восточной Европы.
В 1914 году был удостоен Ахматовской премии академии наук и избран профессором геологии Новороссийского университета за большой вклад в изучение геологического строения Европейского континента.
После Гражданской войны, вместе с группой ученых, писателей и профессоров, был выслан Советскими властями за политическую неблагонадежность.
Преподавал геологию в Афинском университете в Греции, позднее переехал в Югославию, где стал профессором Белградского университета. Ректором в то время был его старый знакомый и коллега Йован Цвиич. Читал лекции по геологии и палеонтологии, занимался составлением геологических карт окрестностей Белграда.
В 1924 году впервые использовал термин Паратетис для обозначения известного доисторического океана.
Опубликовал около 40 работ по геологии и минералогии. Член-корреспондент (1932), действительный член (1947) Сербской Королевской академии наук.
Умер 10 апреля 1954 года в Белграде.

## Библиография

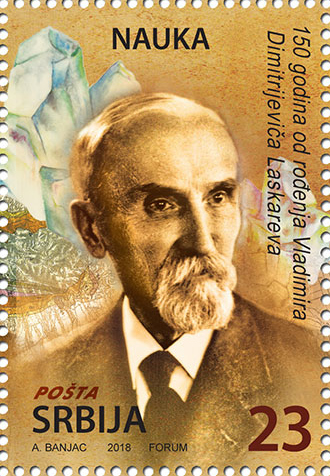
Почтовая марка Сербии, 2018

## Память
В 2018 году в Сербии была выпущена почтовая марка с портретом учёного.